# Jets to Brazil
Jets to Brazil est un groupe de rock indépendant américain, originaire de Brooklyn, à New York. Le groupe se sépare en 2003.

## Biographie
Le groupe est formé en 1997 par Blake Schwarzenbach et Jeremy Chatelain (de Handsome) après la séparation de Jawbreaker, où chantait Schwarzenbach. Ils recrutent ensuite Chris Daly, de Texas Is the Reason, comme batteur. Ce serait Daly qui aurait suggéré le nom du groupe, dont l'origine est peut-être dans une affiche vue dans le film Breakfast at Tiffany's (inspiré de la nouvelle éponyme de Truman Capote).
Orange Rhyming Dictionary sort en 1998 au label Jade Tree Records. Il est enregistré en un moins, en août la même année, aux Easier Studios et Easley Recording, à Memphis, dans le Tennessee. L'album permet à Jets to Brazil de connaître le succès, et le groupe est alors rejoint par un second guitariste, Brian Maryansky, qui participe à l'enregistrement de Four Cornered Night, sorti en 2000. En 2002 sort leur dernier album, Perfecting Loneliness — dont Blake explique : « c'est beau et c'est triste, mais c'est tout ce que j'ai[réf. nécessaire]. » —, un an avant que Jets to Brazil ne se sépare pour des raisons indéterminées. À la fin de l'automne 2002, Chris Daly avait quitté le groupe, remplacé par Matt Torrey de Mk Ultra (1994-1999, l'ancien groupe du chanteur John Vanderslice) au printemps 2003.
Blake Schwarzenbach deviendra professeur d'anglais au Hunter College à New York. En 2017, ne pouvant plus trouver de travail, il réunit Jawbreaker. Jeremy Chatelain, lui, chante et compose pour son nouveau groupe, Cub Country, au son à la croisée de l'indie et de l'alt-country, à l'origine un projet parallèle formé en 2000, et auquel participent Chris Daly et Brian Maryansky. Il fait également office de bassiste pour le groupe de metal alternatif Helmet.
Malgré son existence brève, Jets to Brazil est devenu un groupe culte, qui a exercé une influence sensible sur de nombreux musiciens de la scène punk rock comme de la scène indie, que ce soit grâce à ses mélodies recherchées ou au charisme et aux talents d'écriture de Blake Schwarzenbach. De son passé dans Jawbreaker à l'expérience Jets to Brazil (qui ne sonne absolument pas comme du punk), celui-ci a jeté un pont entre ces deux genres de musique.

## Membres
- Blake Schwarzenbach - chant, guitare, claviers
- Jeremy Chatelain - basse
- Chris Daly - batterie (1997-2002)
- Brian Maryansky - guitare (1997-1998)
- Matt Torrey - batterie (2002-2003)

## Discographie
- 1998 : Orange Rhyming Dictionary
- 2000 : Four Cornered Night
- 2002 : Perfecting Loneliness